# European Energy
European Energy A/S er en international dansk virksomhed, der udvikler, bygger, driver og ejer energiparker, power-to-X-anlæg og batterilagring. Virksomheden har hovedkvarter i Søborg og blev etableret af Knud Erik Andersen i 2005. European Energy har over 850 ansatte. Virksomheden satser på en blanding af vindmølleparker og solcelleparker i 25 lande i Europa, USA, Brasilien og Australien. Deres årsomsætning var i 2023 på 3,1 mia. danske kroner, og de producerede 1.870 GW.
European Energy ejes af Knud Erik Andersen, der tidligere har været eneejer. Anno 2024 ejer han 59 %, mens Mitsubishi HC Capital ejer 25 %.